# Kōju Yoshio
Kōju Yoshio (japanisch 吉尾 虹樹 Yoshio Kōju; * 25. April 2001 in der Präfektur Hyōgo) ist ein japanischer Fußballspieler.

## Karriere
Kōju Yoshio erlernte das Fußballspielen in der Jugend der Yokohama F. Marinos sowie in der Universitätsmannschaft der Hōsei-Universität. Seinen ersten Vertrag unterschrieb er am 1. Februar 2024 bei Fagiano Okayama. Der Verein aus Okayama, einer Stadt in der gleichnamigen Präfektur, spielt in der zweiten Liga, der J2 League. Sein Zweitligadebüt gab Yoshio am 24. März 2024 (6. Spieltag) im Auswärtsspiel gegen Thespakusatsu Gunma. Bei dem 2:1-Auswärtserfolg wurde er in der 80. Minute für Takahiro Yanagi eingewechselt. Am Ende der Saison 2024 belegte er mit Okayama den fünften Tabellenplatz und qualifizierte sich somit zu den Aufstiegsspielen zur ersten Liga. Hier konnte man sich im Finale gegen Vegalta Sendai durchsetzen und stieg somit in die erste Liga auf. Nach dem Aufstieg wechselte er am 1. Februar 2025 auf Leihbasis zum Drittligisten Kagoshima United FC

## Sonstiges
Koju Yoshio ist der Bruder von Kaina Yoshio.